# Kaiserliche Konferenz

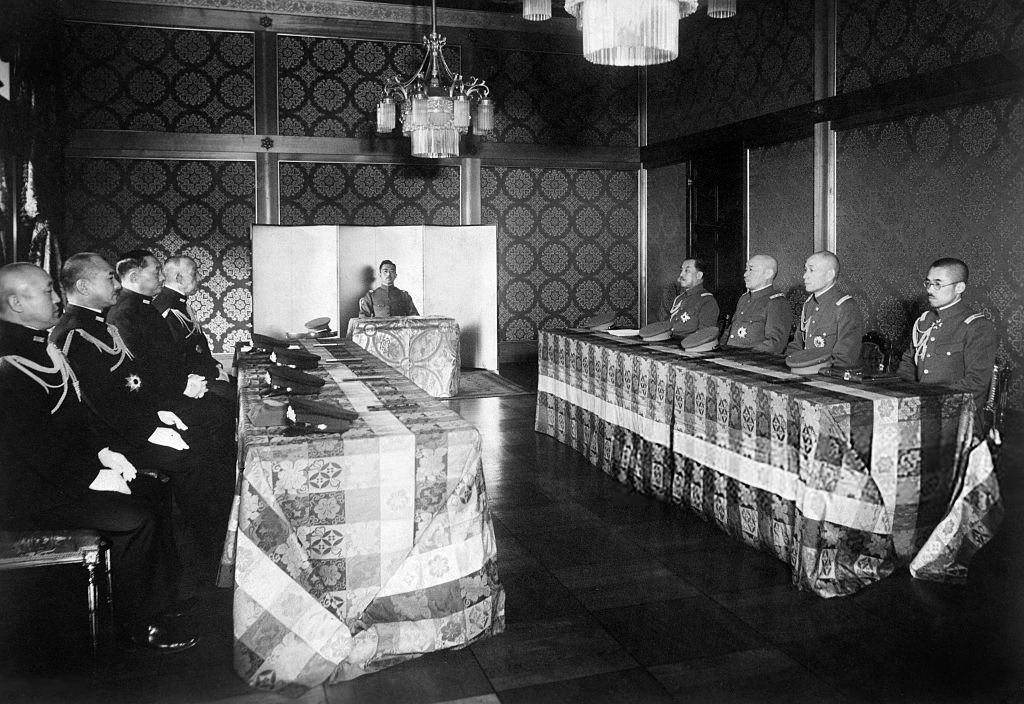
Gozen-Konferenz 11. Januar 1938

Die Kaiserliche Konferenz (jap. 御前会議, gozen kaigi; wörtl. „Konferenz vor dem edlen Angesicht“) war eine außerkonstitutionelle Versammlung, die von der Kaiserlich Japanischen Regierung in Anwesenheit des Kaisers durchgeführt wurde und in der wichtige außenpolitische Angelegenheiten behandelt wurden.

## Geschichte und Hintergrund

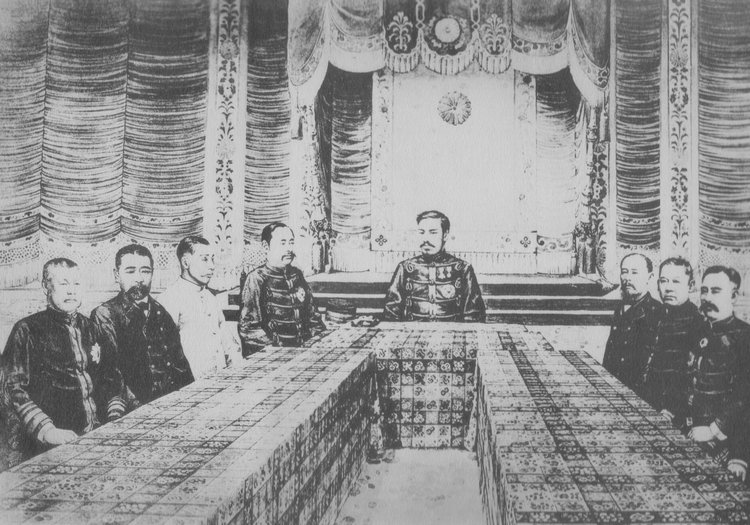
Kaiser Meiji besucht vor dem Ersten Japanisch-Chinesischen Krieg einen Gozen Kaigi im kaiserlichen Hauptquartier in Hiroshima

Nach der Meiji-Restauration wurde das politische Tagesgeschäft in Japan von einem Kabinett unter Vorsitz eines Premierministers geführt. Die Funktion des Kaisers entwickelte sich zunehmend zum rein zeremoniellen Staatsoberhaupt.
Bei wesentlichen Fragen der Außenpolitik (insbesondere Entscheidungen über Beginn oder Ende eines Krieges) wurden jedoch außerkonstitutionelle Versammlungen einberufen, um für Entscheidungen des Kabinetts, erfahrener Politiker (genrō) und/oder des Militärs im Rahmen von Verbindungstreffen (連絡会議, renraku kaigi) die kaiserliche Zustimmung zu erwirken. Generell folgte der Kaiser dabei den Verhandlungen als Zuhörer; eine Ablehnung oder gar ein Veto zu den bereits abgesprochenen Entscheidungen, die bei dem Gozen Kaigi vorgestellt wurden, war undenkbar.
Neben dem Kaiser persönlich nahmen an den Kaiserlichen Konferenzen normalerweise folgende Personen teil:
- der Premierminister
- der Außenminister
- der Finanzminister
- der Vorsitzende des Planungsstabs (kikakuin-sōsai), später ein Vertreter der Nachfolgeabteilung im Gunju-shō („Munitionsministerium“)
- der Heeresminister
- der Marineminister
- der Chef des Generalstabs der Kaiserlich Japanischen Armee (sambō-sōchō) oder sein Stellvertreter (sambō-jichō)
- der Chef des Admiralstabs der Kaiserlich Japanischen Marine (gunreibu-sōchō) oder sein Stellvertreter (gunreibu-jichō)

Üblicherweise wurden unmittelbar nach jeder Kaiserlichen Konferenz Pressemitteilungen veröffentlicht, in denen die einzelnen Teilnehmer benannt wurden sowie was jeder Teilnehmer trug berichtet wurde und in denen besonders die Einstimmigkeit jeder Entscheidung herausgestellt wurde.
Die erste Kaiserliche Konferenz wurde unmittelbar vor dem Ersten Sino-Japanischen Krieg abgehalten. Weitere Konferenzen fanden vor dem Russisch-Japanischen Krieg, dem Eintritt in den Ersten Weltkrieg, der Unterzeichnung des Dreimächtepakts, mehrmals während des Zweiten Sino-Japanischen Krieges sowie am 6. September, 5. November und 1. Dezember 1941, vor dem Angriff auf Pearl Harbor, statt.
Lediglich in der Versammlung am 6. September 1941 und in der letzten Konferenz am 9. August 1945, in der über die Annahme der Potsdamer Erklärung beraten wurde, brach der Kaiser sein traditionelles Schweigen. Während letzterer beendete er die festgefahrene Diskussion durch persönliches Votum zur Kapitulation unter der Bedingung der Erhaltung von Kokutai („with the understanding that the said declaration does not comprise any demand that prejudices the prerogatives of His Majesty as a sovereign ruler“, dt.: „mit dem Verständnis, dass die besagte Erklärung keinerlei Verlangen umfasst, das die Vorrechte seiner Majestät als souveränen Herrschers beeinträchtigt“).